# 神山村 (三重県)
神山村（こうやまむら）は三重県飯南郡にあった村。現在の松阪市の北東部、櫛田川の下流左岸、近鉄山田線・櫛田駅の南方から国道42号にかけての区域にあたる（櫛田駅自体は村域に含まない）。

## 地理
- 山 ：神山（こうやま）
- 河川：櫛田川、孫川

## 歴史
- 1889年（明治22年）4月1日 - 町村制の施行により、飯野郡中万村・上蛸路村・下蛸路村・八太村・山添村・安楽村・山下村の区域をもって発足。
- 1896年（明治29年）4月1日 - 所属郡が飯南郡に変更。
- 1908年（明治41年）4月1日 - 分割し、大字中万・上蛸路・下蛸路・八太が射和村、大字山添・安楽・山下が櫛田村にそれぞれ編入。同日神山村廃止。

## 交通

### 鉄道路線
村域を参宮鉄道（現・紀勢本線）が通過したが、駅は所在しなかった。